# Olympiabyn

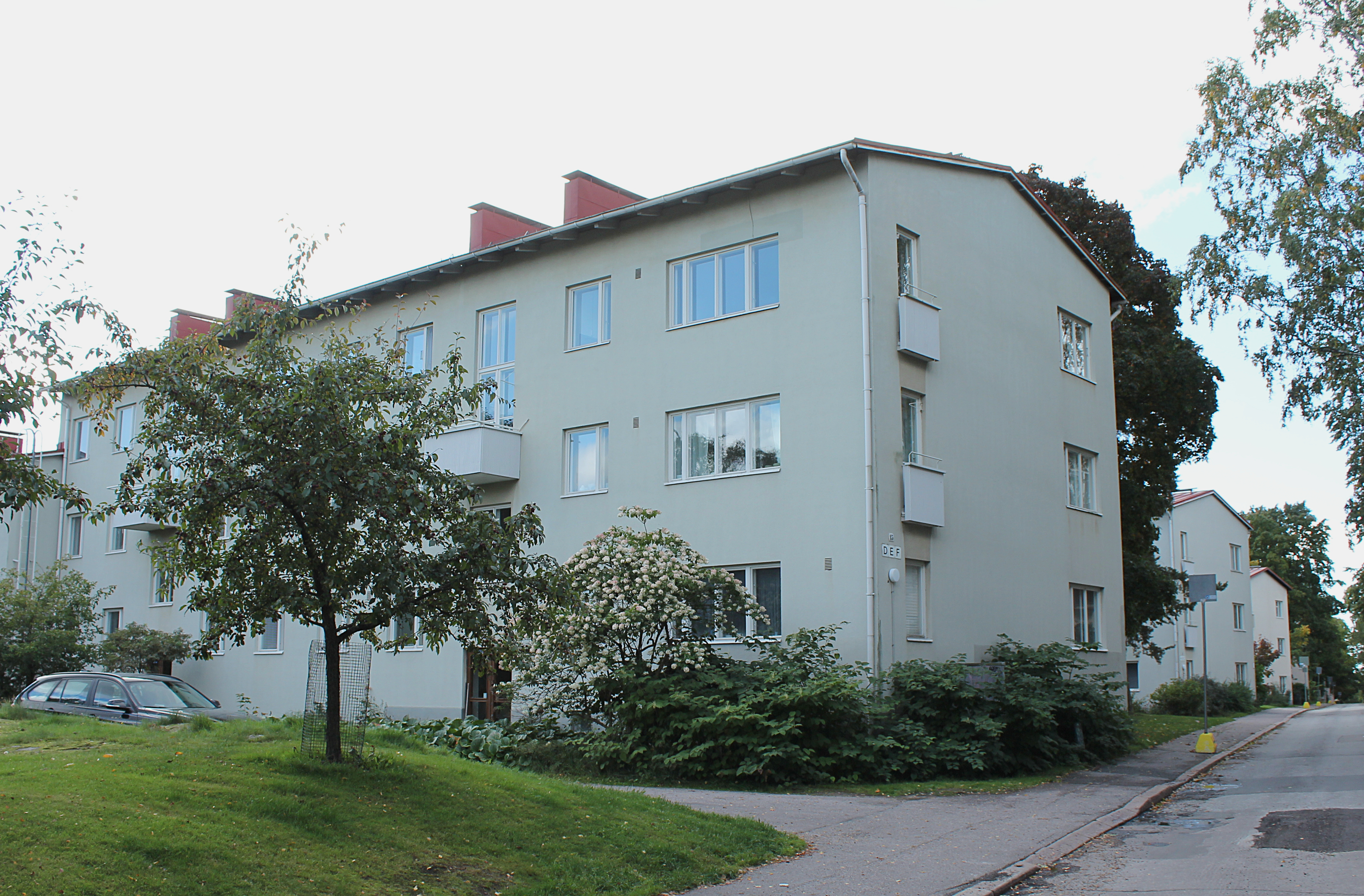
Byggnader vid Untamovägen

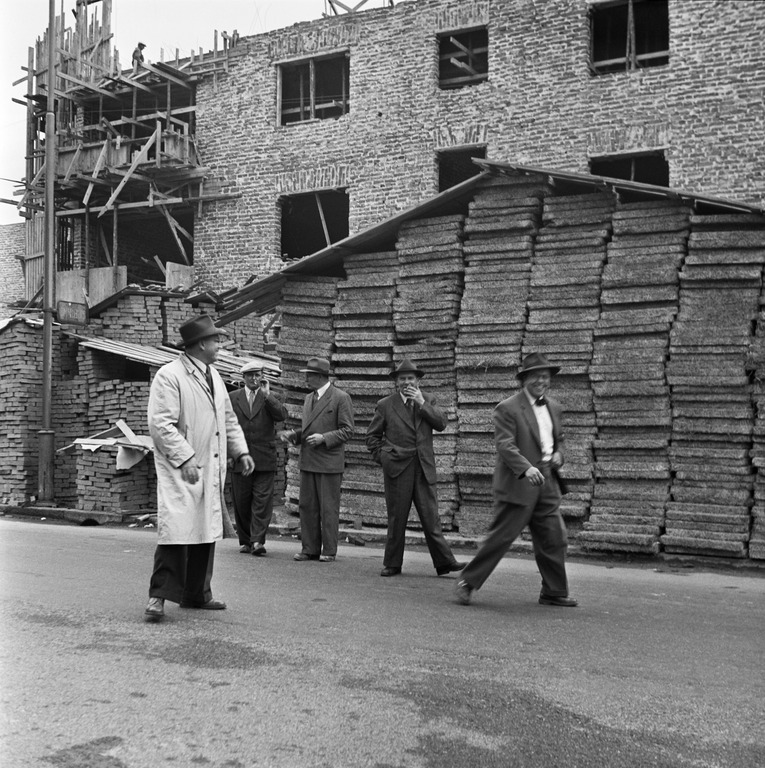
Byggnad under uppförande i Nya olympiabyn, september 1951

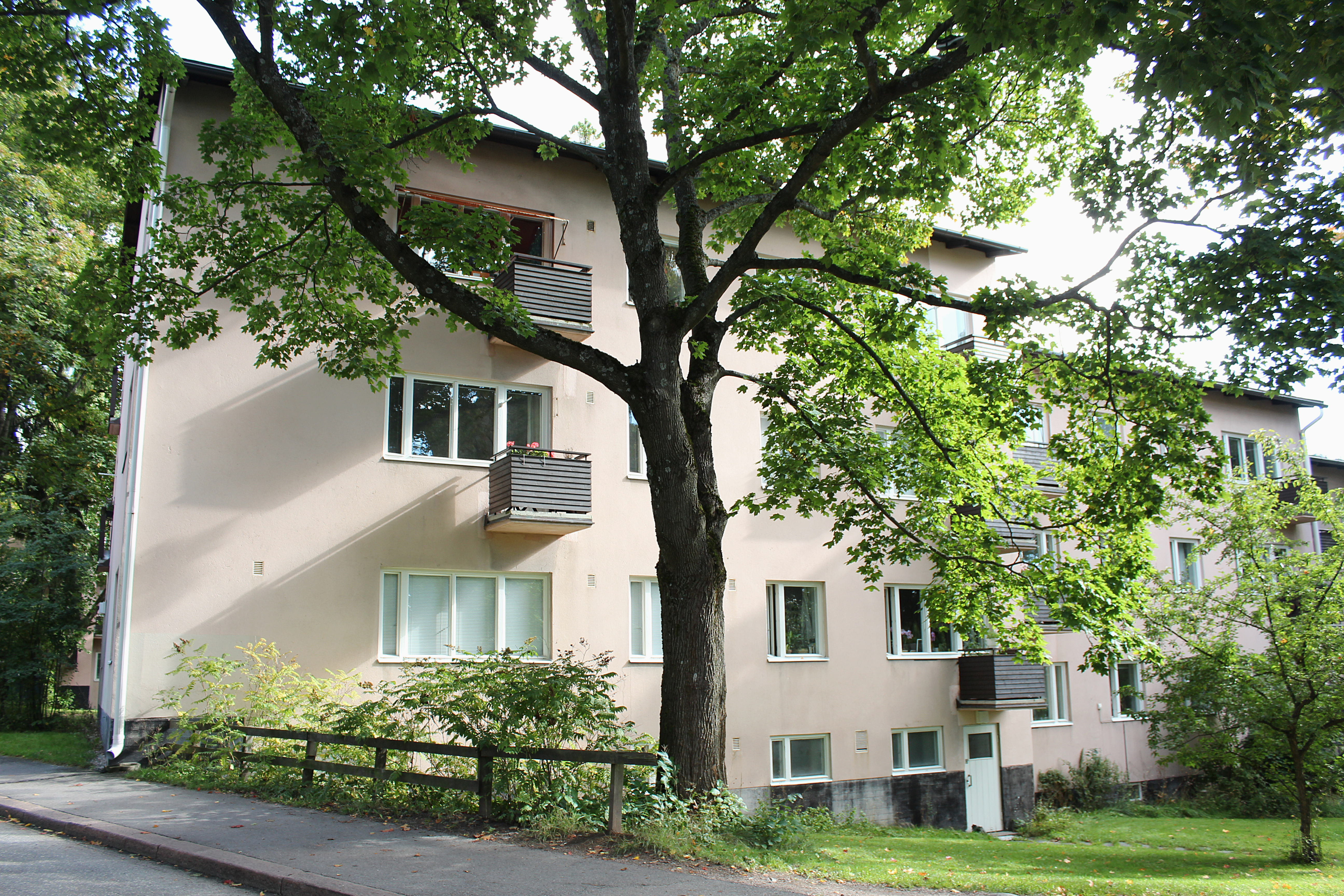
Bostadshus vid Untamovägen

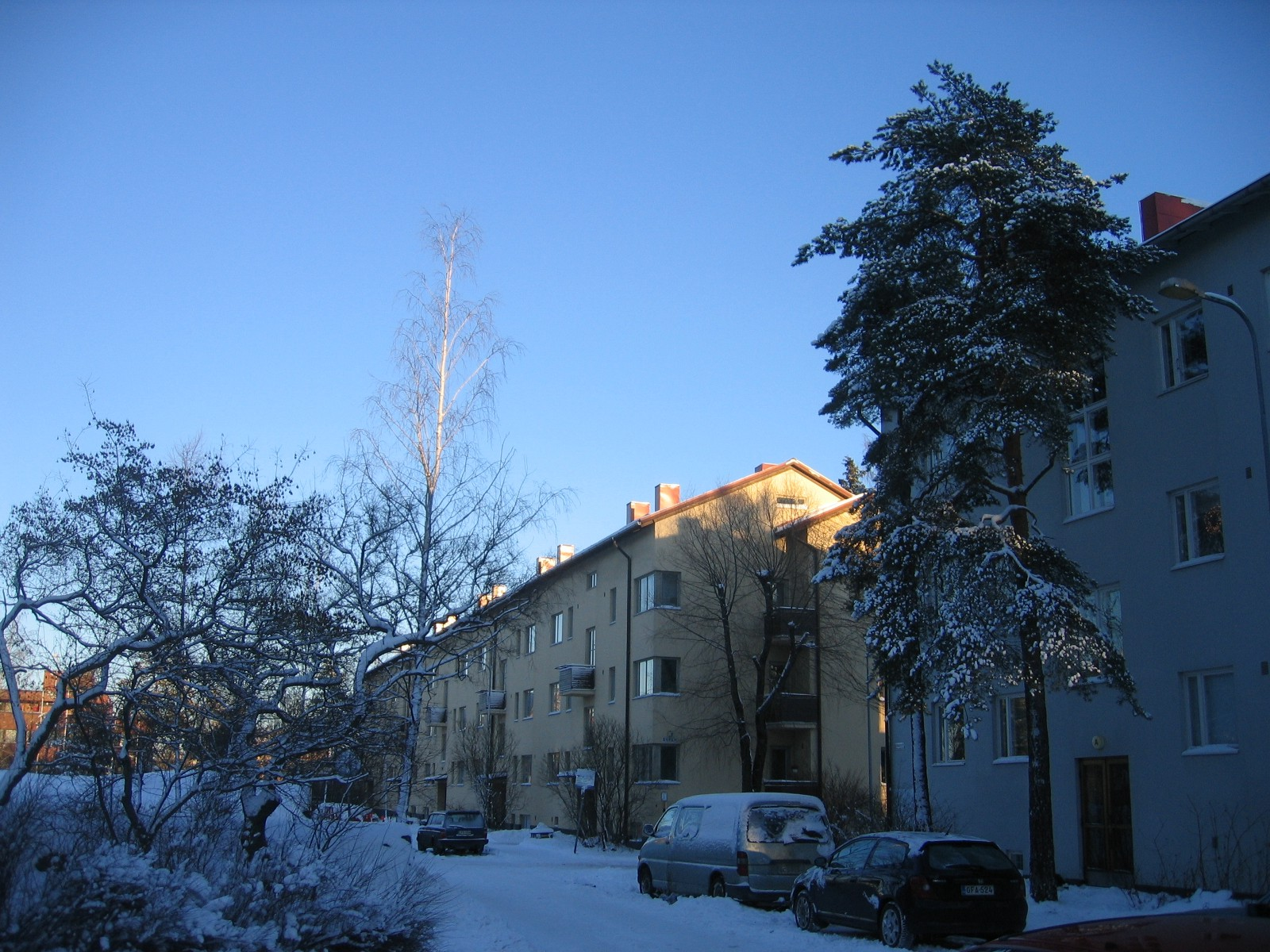
Olympiabyn

Olympiabyn (finska: Olympiakylä) är ett bostadsområde i Kottby i Helsingfors, som uppfördes till de planerade Olympiska sommarspelen 1940 och till Olympiska sommarspelen 1952.
Den ursprungliga Olympiabyn består av huvudsakligen lamellhus i tre–fyra våningar och ligger norr om Forsbyvägen. För att härbärgera utländska idrottare och funktionärer på 1940 års planerade sommarolympiad beslöts 1938 att bygga bostäder för cirka 3 200 personer i området söder om Trä-Kottby. Man hann bygga 400 lägenheter i 16 bostadshus  och bland annat Finlands första fjärrvärmecentral, innan arbetet avbröts genom utbrottet av Vinterkriget. Husen i funkisstil ritades av Martti Välikangas och Hilding Ekelund. Bostadshusen placerades öppet i områdets skogsterräng med en öppen kvarterstruktur, enkla byggnadskroppar och välplanerade lägenhetsytor. Husen var avsedda att bli permanentbostäder efter spelen. De övertogs för normalt bostadsbruk efter vinterkriget och slutligen efter att andra världskriget upphört, och utbyggnaden av området fortsatte i en andra etapp 1948–1952. 
För Olympiska sommarspelen 1952 byggdes Nya Olympiabyn (finska: Kisakylä) i Kottby söder om Forsbyvägen och norr om Gumtäkts koloniområde. Arkitekt var Pauli Salomaa. Det byggdes förläggningar för omkring 4 800 personer och husen såldes efter spelen som ägarlägenheter.

## Bildgalleri

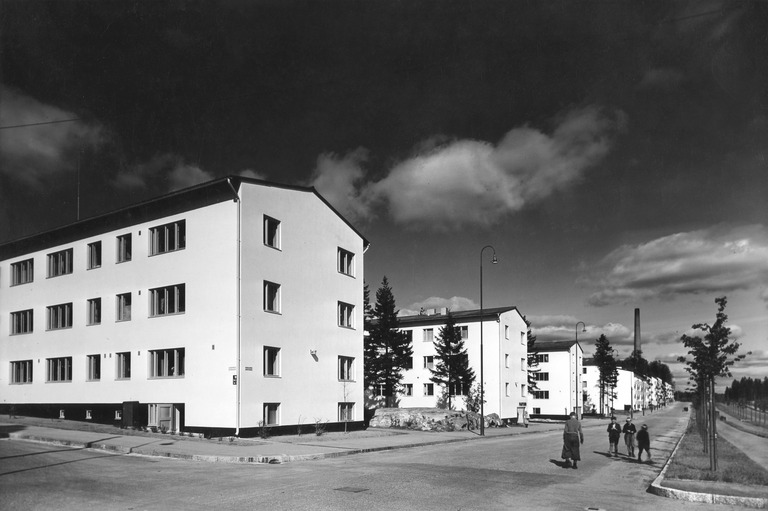
Hus, 1940
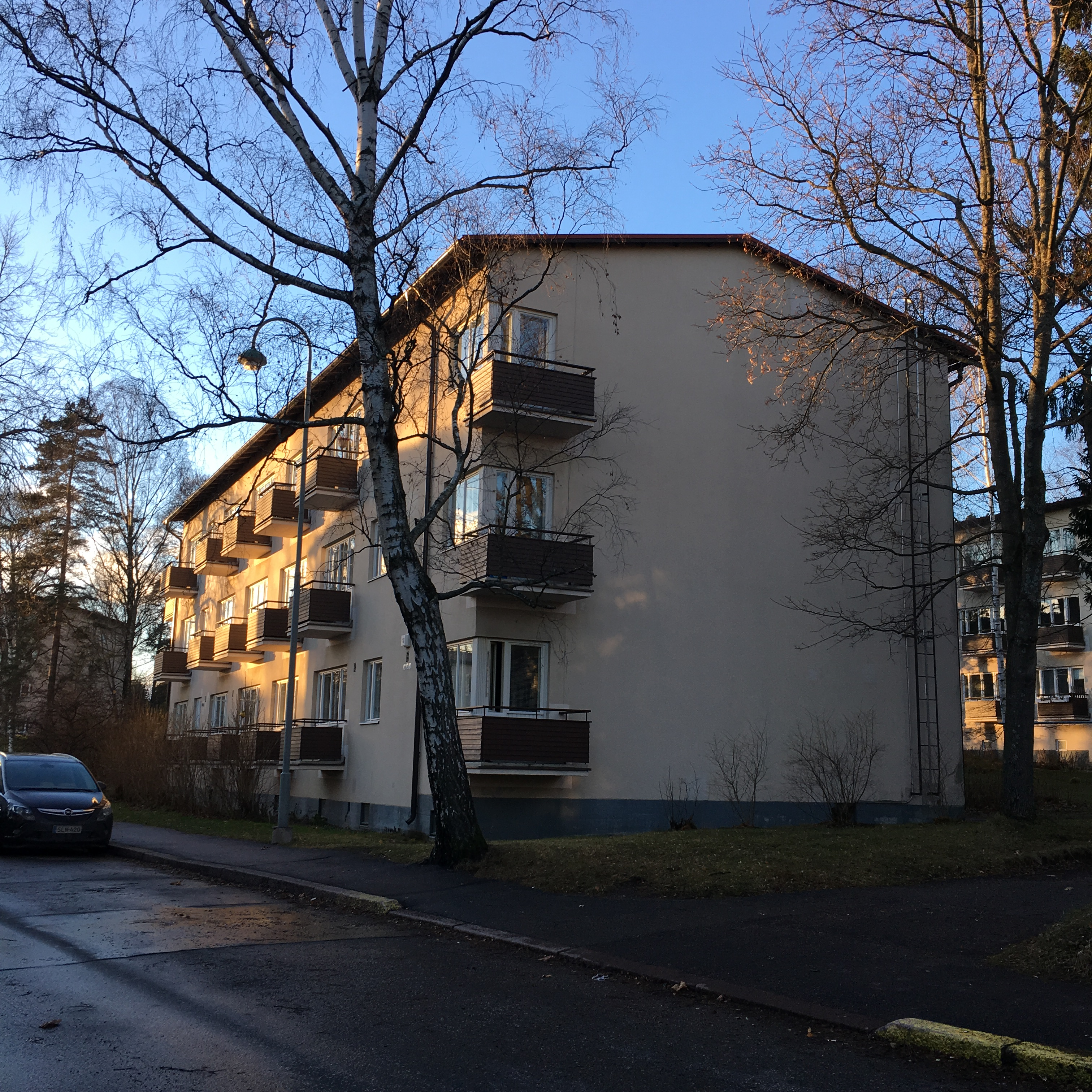
Hus i den ursprungliga Olympiabyn
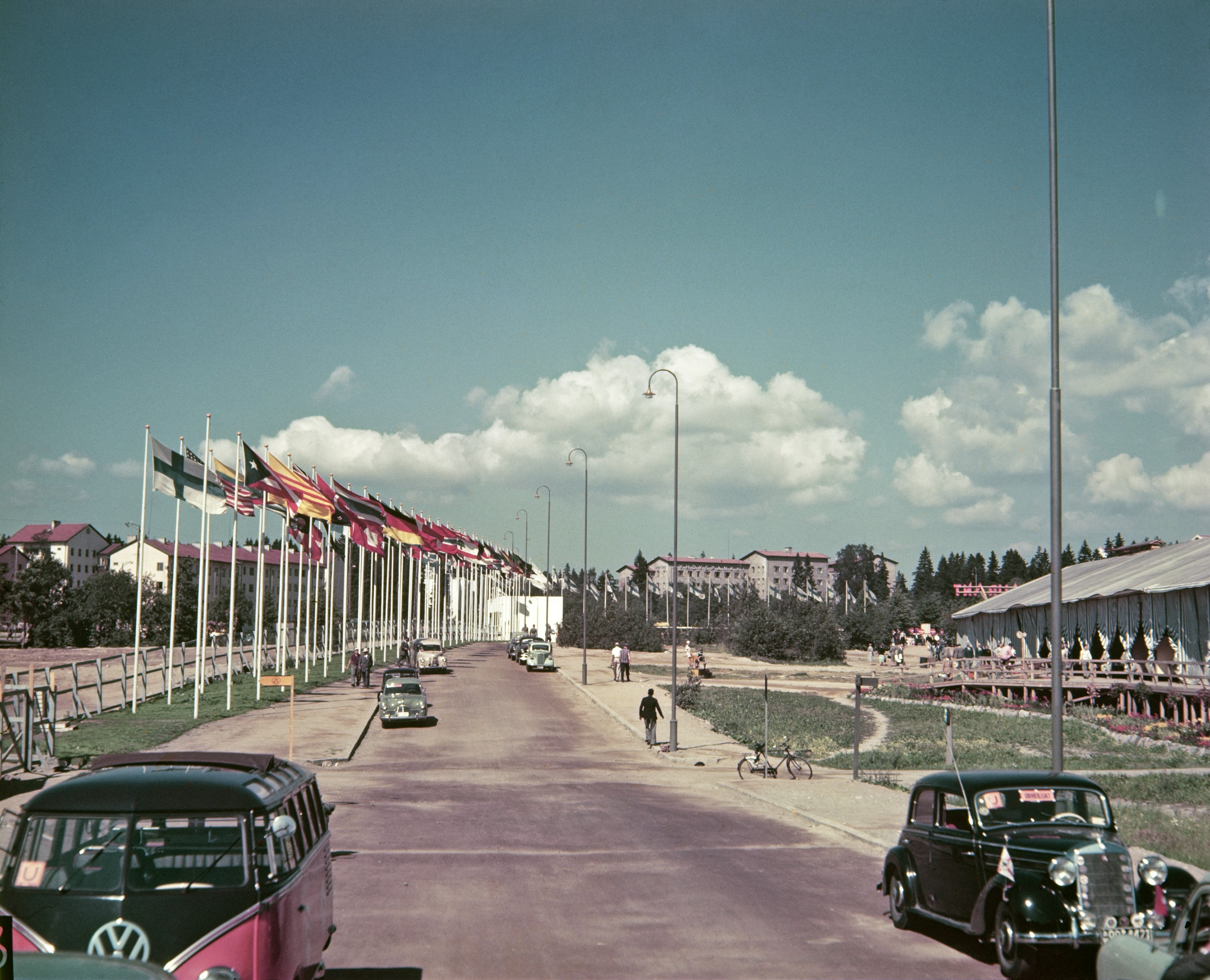
Forsbyvägen
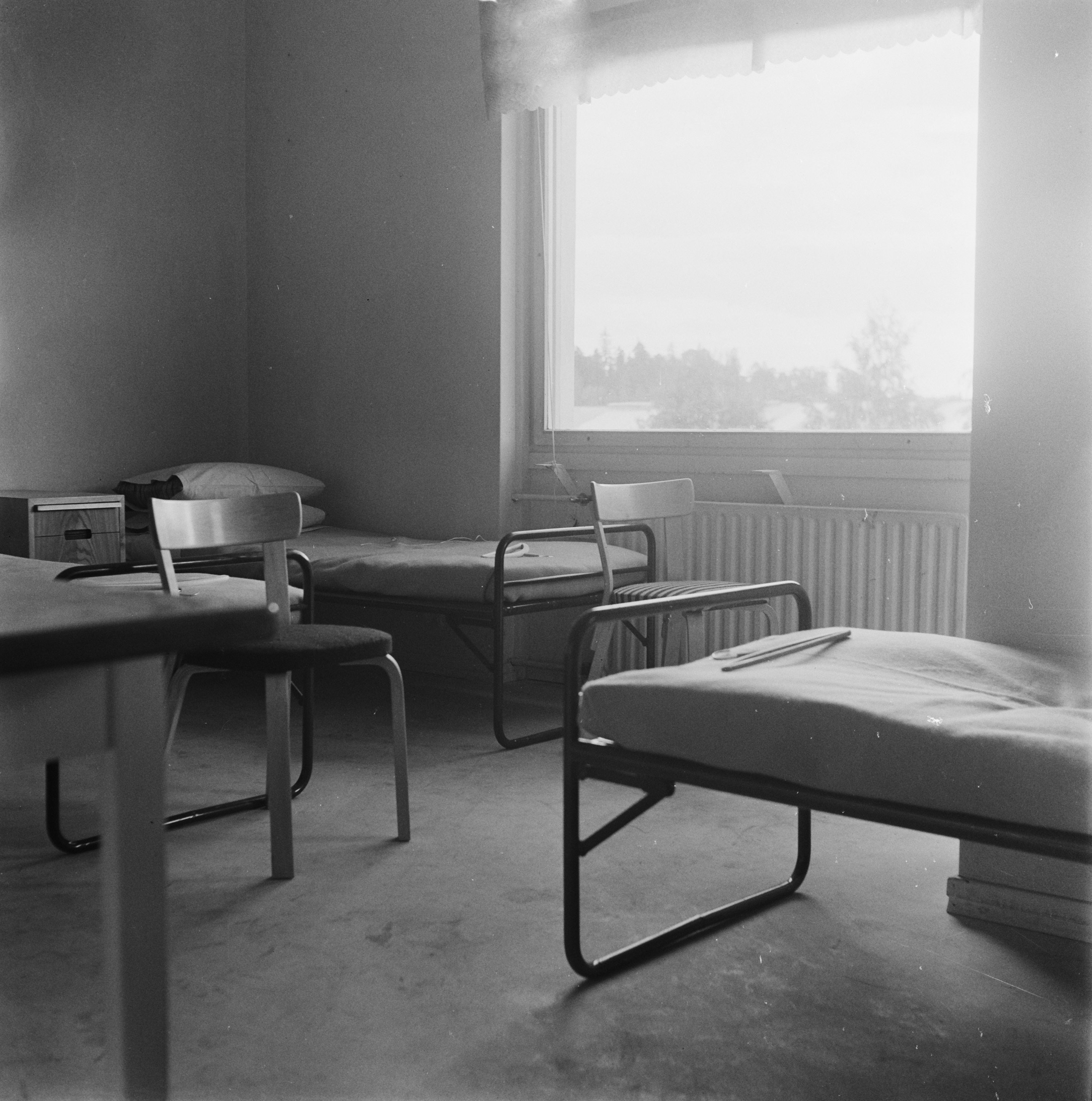
Förläggning i Nya Olympiabyn
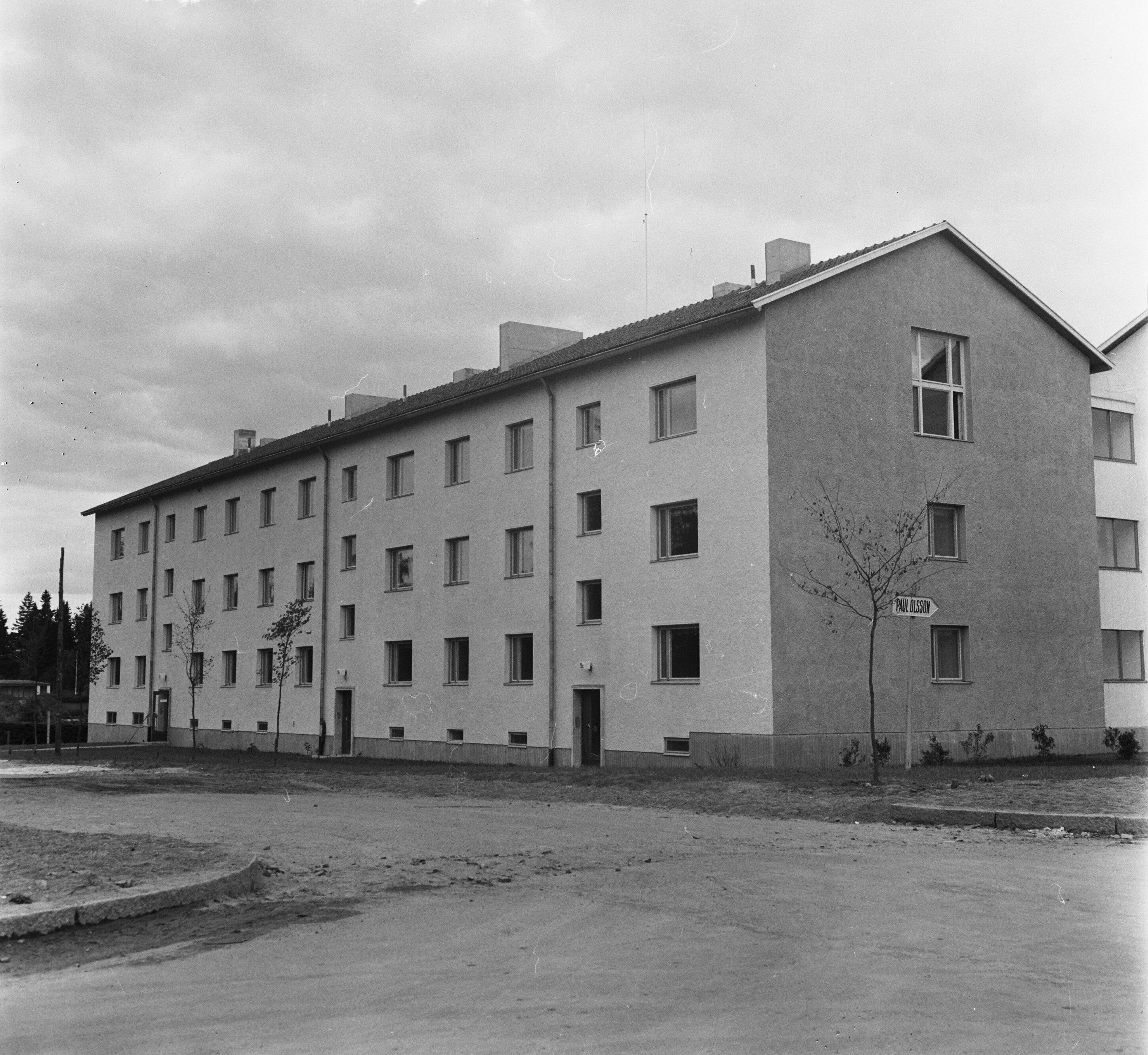
Nybyggt hus, 1952
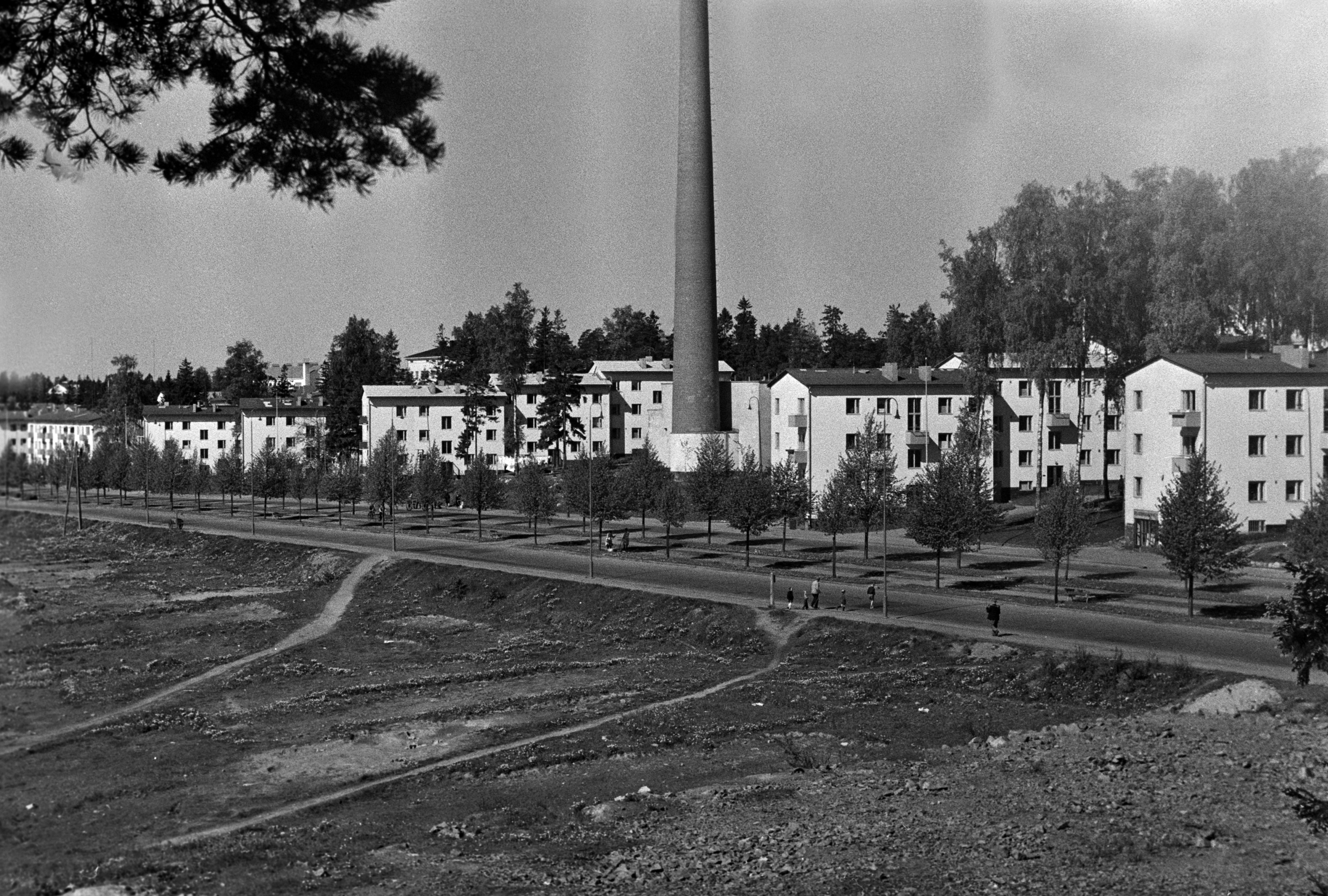
Forsbyägen 48–54
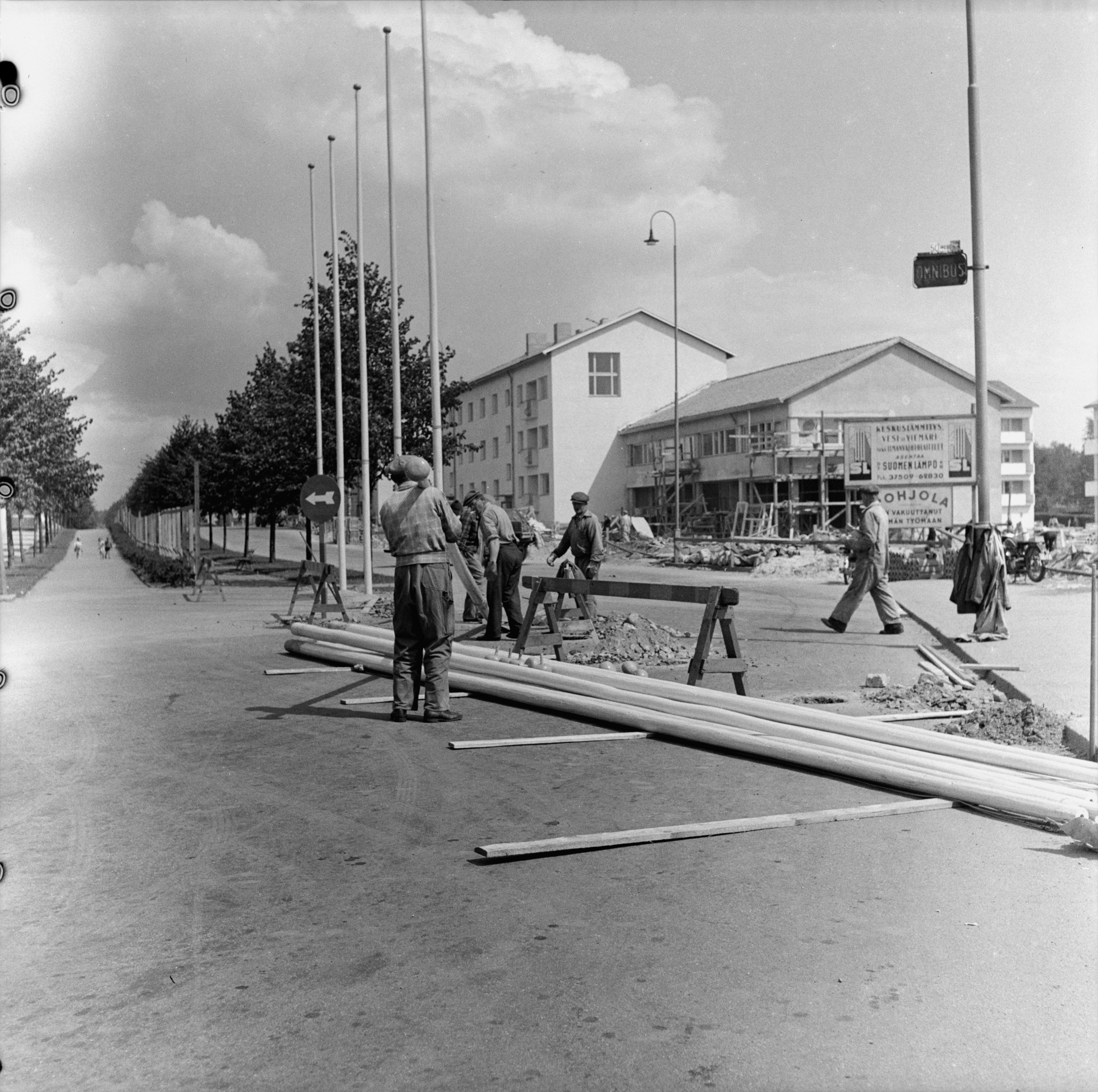
Uppsättning av flaggstänger vid Forsbyvägen 5-9